# Herdenkingsmunten van € 2 (2011)
Hieronder staat een lijst van herdenkingsmunten van twee euro met slagjaar 2011.
| Afbeelding | Land         | Ter gelegenheid van | Oplage     | Datum uitgave    |
| --- | ------------ | --- | ---------- | ---------------- |
| | Slowakije    | 20-jarig bestaan van de Visegrádgroep | 1.000.000  | 10 januari 2011  |
| Omschrijving: In het binnenste gedeelte van de munt worden de omtrekken weergegeven van vier Midden-Europese landen - Tsjechië, Hongarije, Polen en Slowakije - met daaroverheen een samengestelde V als symbool van de Visegrad-groep, een regionaal samenwerkingsverband dat ook bekendstaat als de Vier van Visegrad of V4. De Visegrad-groep werd opgericht na een topbijeenkomst van de staatshoofden en regeringsleiders van Tsjechoslowakije, Hongarije en Polen in de stad Visegrad (Hongarije) op 15 februari 1991, voornamelijk met het oog op samenwerking op gebieden van gemeenschappelijk belang voor het proces van Europese integratie. Langs de buitenrand van de munt zijn de twaalf sterren van de Europese vlag afgebeeld. |              | |            |                  |
| |              | |            |                  |
| | Nederland    | 500 jaar het boek van Erasmus, de Lof der zotheid of Laus Stultitiae                                                                                           | 4.000.000  | 24 januari 2011  |
| Omschrijving: Op het binnenste deel van de munt is Erasmus afgebeeld, terwijl hij zijn boek schrijft, alsmede de beeltenis van Koningin Beatrix. Tussen deze twee afbeeldingen in staat verticaal het opschrift „Beatrix Koningin der Nederlanden”, en verder het jaartal „2011”, het muntmeesterteken en het muntteken. Langs de buitenrand van de munt zijn de twaalf sterren van de vlag van de Europese Unie afgebeeld. |              | |            |                  |
| |              | |            |                  |
| | Duitsland    | De dom van Keulen, Noordrijn-Westfalen (zesde uit de 'Bundesländer'-serie)                                                                                     | 30.925.000 | 28 januari 2011  |
| Omschrijving: Op het binnenste deel van de munt is de dom van Keulen afgebeeld boven de woorden "Nordrhein-Westfalen", de Duitse bondsstaat waarin de dom staat. Langs de buitenrand van de munt zijn de twaalf sterren van de vlag van de Europese Unie afgebeeld, samen met het jaar van uitgifte, 2011, aan de onderkant. |              | |            |                  |
| |              | |            |                  |
| | Luxemburg    | 50ste verjaardag van de benoeming, door Groothertogin Charlotte, van haar zoon Jan tot "lieutenant-représentant" (achtste uit de 'Luxemburgse dynastie'-serie) | 729.500    | 3 februari 2011  |
| Omschrijving: In het binnenste gedeelte van de munt staan de portretten van Zijne Koninklijke Hoogheid Groothertog Hendrik, voormalig groothertog Jan en de voormalige groothertogin Charlotte die naar links kijken. Boven deze portretten staat de aanduiding van het uitgevende land „LËTZEBUERG” enigszins over het buitengedeelte met daarboven het jaartal „2011”, met aan de ene zijde daarvan het muntteken en aan de andere zijde het muntmeesterteken. Onder de portretten van de Koninklijke Hoogheden staan de namen onder hun respectieve beeltenis „Charlotte”, „Jean” en „Henri”. Langs de buitenrand van de munt zijn de twaalf sterren van de Europese vlag afgebeeld. |              | |            |                  |
| |              | |            |                  |
| | Spanje       | Alhambra, Generalife en Albaicín, Granada (tweede uit de serie 'UNESCO Wereld Erfgoedlijst')                                                                   | 4.000.000  | 21 februari 2011 |
| Omschrijving: In het binnenste gedeelte van de munt is de Leeuwenhof in het Alhambra, de burcht in Granada, afgebeeld. Het Alhambra werd in 1984 opgenomen in de Werelderfgoedlijst van de UNESCO. Langs de buitenrand van de munt zijn de twaalf sterren van de Europese vlag afgebeeld. |              | |            |                  |
| |              | |            |                  |
| | Slovenië     | 100ste geboortedag van Franc Rozman Stane | 1.000.000  | 21 maart 2011    |
| Omschrijving: De munt toont een portret van Franc Rozman (27/3/1911 - 11/7/1944), de Sloveense commandant die vocht tegen de Duitse bezetting van Slovenië. Onder het portret staat een vijfpuntige ster. Het woord „SLOVENIJA” verdeelt het rechterdeel van de munt in een bovenste en een onderste helft. Onder het woord „SLOVENIJA” staat, 90° ten opzichte ervan gedraaid, het jaartal „2011”. Boven het woord „SLOVENIJA” staan, eveneens 90° ten opzichte ervan gedraaid, onder elkaar de woorden „FRANC”, „ROZMAN”, „STANE”, en dan weer in horizontale richting onder elkaar de jaartallen „1911” en „1944”. In de rand rond het centrale deel van de munt zijn de twaalf sterren van de vlag van de Europese Unie afgebeeld. |              | |            |                  |
| |              | |            |                  |
| | Italië       | 150ste verjaardag van de Italiaanse eenwording | 10.000.000 | 22 april 2011    |
| Omschrijving: In het midden van het binnenste gedeelte van de munt zijn drie in de wind wapperende Italiaanse vlaggen afgebeeld die de voorbije drie 50e verjaardagen — 1911, 1961 en 2011 — symboliseren en een perfecte band tussen de generaties illustreren: dit is het logo van de 150e verjaardag van de eenmaking van Italië. Bovenaan staat het opschrift „150 o DELL’UNITA’ D’ITALIA” (150ste verjaardag van de eenmaking van Italië) en aan de rechterzijde de initialen van de uitgevende staat „RI” (Republiek Italië). Onderaan bevinden zich de data „1861 › 2011 › ›”, in het midden onder de data het muntteken „R”, en rechtsonder de initialen van de ontwerper Ettore Lorenzo Frapiccini en de eerste drie letters van de Italiaanse naam van zijn beroep (incisore) „ELF INC”. Langs de buitenrand van de munt zijn de twaalf sterren van de vlag van de Europese Unie afgebeeld. |              | |            |                  |
| |              | |            |                  |
| | België       | De 100ste verjaardag van de eerste vrouwendag in België | 5.013.500  | 3 mei 2011       |
| Omschrijving: In het centrale deel van het muntstuk zijn Isala Van Diest en Marie Popelin afgebeeld, respectievelijk de eerste vrouwelijke arts en de eerste vrouwelijke advocaat in België. Onder deze afbeeldingen staan aan weerszijden van het jaartal 2011 hun namen, met daarboven de attributen van de beroepsgroepen waartoe zij behoorden. Boven de afbeeldingen, respectievelijk ter linker- en ter rechterzijde van de aanduiding van het uitgevende land „BE” staan het muntmeesterteken en het muntteken. In de rand rond het centrale deel van de munt zijn de twaalf sterren van de Europese vlag afgebeeld. |              | |            |                  |
| |              | |            |                  |
| | Griekenland  | XIII "Special Olympics" Zomerspelen in Athene | 1.000.000  | 30 mei 2011      |
| Omschrijving:Het binnenste gedeelte van de munt toont het embleem van de spelen, een stralende zon, de bron van leven die de uitmuntendheid en de kracht onderstreept van de atleet die aan de spelen deelneemt. De uitmuntendheid wordt voorgesteld door de olijftak en de kracht door de spiraalvorm die begint in het midden van de zon. Langs de rechter buitenrand van het binnenste gedeelte staan het opschrift “XIII SPECIAL OLYMPICS W.S.G. ATHENS 2011” en de naam van het land van uitgifte: “ΕΛΛΗΝΙΚΗ ΔΗΜΟΚΡΑΤΙΑ”. Daartussen staat het muntteken. Langs de buitenrand van de munt zijn de twaalf sterren van de Europese Unie afgebeeld. |              | |            |                  |
| |              | |            |                  |
| | San Marino   | 500ste geboortedag van Giorgio Vasari | 130.000    | 4 juni 2011      |
| Omschrijving: Het centrale gedeelte van de munt toont een detail van het schilderij van Giorgio Vasari "Giuditta decapita Oloferne" (Giuditta onthoofdt Oloferne). Aan de onderzijde staan de data "1511-2011", aan de linkerzijde "G. Vasari" en het muntteken "R", aan de rechterkant de naam van het uitgevende land "San Marino" en de initialen van de auteur Claudia Momoni "CM ". Langs de buitenrand van de munt zijn de twaalf sterren van de Europese vlag afgebeeld. |              | |            |                  |
| |              | |            |                  |
| | Frankrijk    | 30 jaar Fête de la Musique | 10.030.000 | 21 juni 2011     |
| Omschrijving: In het centrale deel van de munt is een blije menigte afgebeeld, met een gestileerde voorstelling van een muziekinstrument en in de lucht zwevende muzieknoten, om de uitbundige stemming weer te geven op het Muziekfeest, dat in Frankrijk sinds 1981 elk jaar op de dag van de zomerzonnewende plaatsvindt. In het midden van de afbeelding zijn de woorden „Fête de la MUSIQUE” en de datum „21 juni 2011” te zien. Bovenaan zijn naar rechts aflopend de woorden „30 e ANNIVERSAIRE” en onderaan de aanduiding van het land „RF” gegraveerd. In de rand rond het centrale deel van de munt zijn de twaalf sterren van de Europese vlag afgebeeld. |              | |            |                  |
| |              | |            |                  |
| | Monaco       | Huwelijk van vorst Albert II van Monaco met Charlene Wittstock                                                                                                 | 147.877    | 2 juli 2011      |
| Omschrijving: De munt toont in het midden de beeltenis van Prins Albert en Charlene. Aan de onderkant staat de naam van het uitgevende land "MONACO" en het jaar van uitgifte "2011". Het muntteken en muntmeesterteken staan respectievelijk voor en na "MONACO 2011". Langs de buitenrand van de munt zijn de twaalf sterren van de Europese Unie afgebeeld. |              | |            |                  |
| |              | |            |                  |
| | Portugal     | 500ste geboortedag van Fernão Mendes Pinto | 520.000    | 8 september 2011 |
| Omschrijving: Fernão Mendes Pinto was een Portugese ontdekkingsreiziger wiens boek over zijn ontdekkingen en avonturen te land en ter zee in Azië na zijn dood is uitgegeven onder de titel “Peregrinação” (Pelgrimsreis). Op de munt te zijner ere is een zeilschip afgebeeld dat drijft op een zee die wordt gevormd door golfvormige verwijzingen naar Portugal, Lissabon, zijn boek en enkele van zijn reisbestemmingen, met daaronder in het midden de naam van het uitgevende land, Portugal. Zijn naam en de data "1511" (links) en "2011" (rechts), vormen een halve cirkel langs de bovenrand van het binnenste deel van de munt. Langs de buitenrand van de munt zijn de twaalf sterren van de Europese Unie afgebeeld. |              | |            |                  |
| |              | |            |                  |
| | Malta        | Eerste gekozen vertegenwoordiger in 1849 (eerste uit de 'Constitutionele Geschiedenis'-serie)                                                                  | 405.000    | 17 oktober 2011  |
| Omschrijving: Op het binnenste deel van deze munt staat een hand die een stembiljet in een stembus werpt, ter herdenking van de verkiezing, in 1849, van de eerste Maltese vertegenwoordigers in de Regeringsraad. Deze raad adviseerde de Britse gouverneur van Malta, dat sinds het Verdrag van Parijs van 1814 een Britse kolonie was. In het binnenste deel van de munt staan rechtsboven de woorden “MALTA – First elected representatives 1849”. Langs de buitenrand van de munt zijn de twaalf sterren van de Europese Unie afgebeeld. |              | |            |                  |
| |              | |            |                  |
| | Finland      | 200-jarig bestaan van de Finse Nationale Bank | 1.600.000  | 17 oktober 2011  |
| Omschrijving: De herdenkingsmunt, die is uitgegeven ter gelegenheid van het 200-jarig bestaan van de Bank of Finland, is ontworpen door de kunstenaar Hannu Veijalainen en toont een afbeelding van de nationale vogel van Finland, de zwaan. Daarnaast vermeldt het binnenste gedeelte van de munt "2011", het jaar van uitgifte, en "1811", het jaar waarin Tsaar Alexander I van Rusland besloot dat in Turku in Finland een "Omwisselings-, leen- en depositokantoor" zou worden opgericht. Het was de eerste bank van Finland en werd uiteindelijk de Bank of Finland, die in 1819 verhuisde naar Helsinki. De Bank begon in de tweede helft van de negentiende eeuw te fungeren als centrale bank, nadat Finland haar eigen monetaire eenheid verkreeg en in het land commerciële banken waren opgericht. Onderaan de binnenste ring staat de aanduiding van de uitgevende staat, „FI”, en het muntteken. Langs de buitenrand van de munt zijn de twaalf sterren van de vlag van de Europese Unie afgebeeld. |              | |            |                  |
| |              | |            |                  |
| | Vaticaanstad | XXVI Wereldjongerendagen in Madrid | 115.000    | 18 oktober 2011  |
| Omschrijving: Het binnenste gedeelte van de munt toont in het centrum een aantal jonge mensen en vlaggen, het muntteken "R"en het jaar "2011 ". Bovenaan, langs de buitenste grens van de binnenste ring, van links naar rechts, "XXVI"en "GMG" van Giornata della Gioventu Mondiale (World Youth Day). Aan de onderzijde staat de naam van het uitgevende land "CITTA 'DEL VATICANO". Langs de buitenrand van de munt zijn de twaalf sterren van de Europese vlag afgebeeld. |              | |            |                  |